# Wasbord (buik)

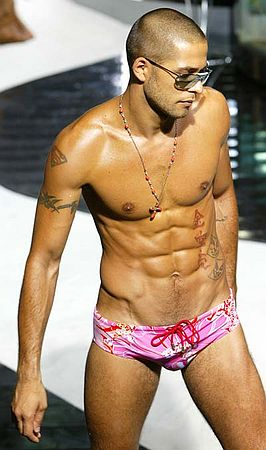
Fotomodel met "sixpack"-wasbord

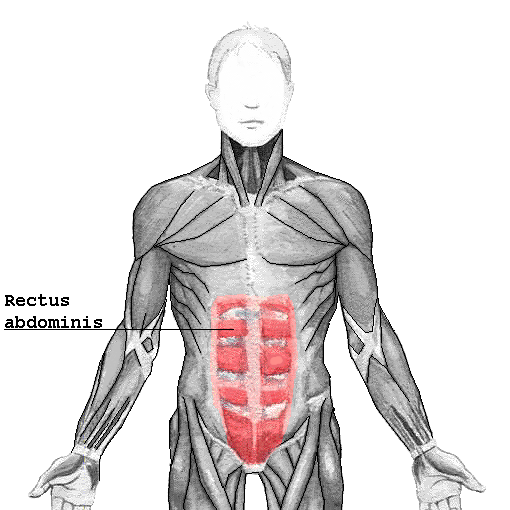
musculus rectus abdominis

Met een wasbord of sixpack wordt een zichtbaar gespierde buik bij mensen aangeduid. De vorm van de buik doet hierbij denken aan een wasbord of een sixpack. De spieren zijn meervoudig gegolfd, namelijk drievoudig verticaal en tweevoudig horizontaal ('sixpack'). De spieren kunnen ook gegolfd zijn door viervoudig verticaal en tweevoudig horizontaal ('eightpack').
Anatomisch gezien is een wasbord de contouren van de onder de huid liggende rechte buikspier (musculus rectus abdominis). De horizontale banen worden door de intersectiones tendineae gevormd. Het aantal hiervan kan variëren tussen nul en vier, waarbij ook anatomisch gezien geen wasbord aanwezig is tot een 'tenpack'-wasbord. De verticale strepen liggen tussen de beide spierbanen (linea alba abdominis) links en rechts van de navel.
Voor het verkrijgen van een wasbord moeten alle buikspieren intensief getraind worden en met een vetarm dieet moet vervetting tegengegaan worden, zodat de spieren onder de vetlaag beter zichtbaar worden. Om het wasbord te benadrukken, wordt ook wel gebruik gemaakt van contouring in bijvoorbeeld bodybuilding.
- In het algemeen moet het vetpercentage bij mannen onder de 12% van het lichaamsgewicht liggen.
- Daarnaast speelt de vochtbalans een rol. Doorgaans zijn de buikspieren in de ochtend beter zichtbaar dan in de avond. Bodybuilders maken gebruik van dit principe, door weinig te drinken (milde dehydratie) voor bepaalde shows zodat de spieren beter zichtbaar worden.
- Vervetting kan worden tegengegaan door bijvoorbeeld eiwitrijk, vetarm voedsel te nuttigen, omdat het lichaam meer calorieën verbruikt voor het verteren van eiwitten dan voor het verteren van koolhydraten.